# Hemotimpà
L'hemotimpà o hematotimpà, fa referència a la presència de sang a la cavitat timpànica (a orella mitjana), que és la zona darrere del timpà. En la majoria dels casos, la sang queda atrapada darrere del timpà, de manera que no es veu que surti per l'orella.
El tractament de l'hemotimpà depèn de la causa subjacent.

## Causes
- Fractura de la base del crani[1]
- Trastorns de coagulació o tractaments anticoagulants[2]
- Infecció de l'orella mitjana
- Tumors i alteracions vasculars
- Idiopàtic